# Oliverella hildebrandtii
Oliverella hildebrandtii är en tvåhjärtbladig växtart som först beskrevs av Adolf Engler, och fick sitt nu gällande namn av Van Tiegh.. Oliverella hildebrandtii ingår i släktet Oliverella och familjen Loranthaceae. Inga underarter finns listade i Catalogue of Life.